# Жукопа (Пеновский район)
Жукопа́— посёлок сельского типа в Пеновском районе Тверской области. В составе Серёдкинского сельского поселения.

## География
Находится в 4 км (по прямой, через озеро) к юго-востоку от районного центра Пено, в месте впадения реки Жукопа в Верхневолжское водохранилище (озеро Волго). К северу от посёлка — железнодорожная линия Торжок — Соблаго и станция Жукопа.
В верховьях реки Жукопа, в Андреапольском районе, есть одноимённый посёлок Жукопа (Андреапольский район) (возле деревни Горка).

## История
Посёлок образовался в конце 20-х годов XX века до строительства железной дороги, жители занимались лесным хозяйством. 

## Население
| 2008 | 2010 |
| ---- | ---- |
| 148  | ↘112 |

## Инфраструктура
Почта, медпункт, библиотека,